# Apriona cylindrica
Apriona cylindrica är en skalbaggsart som först beskrevs av Thomson 1857.  Apriona cylindrica ingår i släktet Apriona och familjen långhorningar. Inga underarter finns listade i Catalogue of Life.